# Верхня Дворічна
Верхня Дворічна, Верхня Двурічна — річка у Великобурлуцькому та Дворічанському районах Харківської області, ліва притока Оскілу (басейн Сіверського Донця).

## Опис
Довжина річки 32  км., похил річки — 1,0 м/км. Формується з багатьох безіменних струмків та водойм. Площа басейну 380 км².

## Розташування
Верхня Дворічна бере початок на південно-західній стороні від села Амбарного. Тече переважно на південний схід і на південно-східній околиці селища Дворічна впадає у річку Оскіл, ліву притоку Сіверського Донця.
Населені пункти вздовж берегової смуги: Григорівка, Обухівка, Новоужвинівка, Колодязне, Нововасилівка, Митрофанівка, Петро-Іванівка, Фиголівка.

## Притоки
- Балка Плотва (права).